# Al-Masudi
‎Abu al-Hasan Ali ibn al-Husajn al-Masudi (arabsko أبو الحسن ، علي بن الحسين المسعودي), arabski zgodovinar, geograf, popotnik in filozof, * okoli 890, Bagdad, Irak, † september 957, Kairo, Egipt.

## Življenje in delo
Al-Masudi je bil pripadnik islamske teološke šole mutazilitov. Bil je potomec Abd Alaha ibn Mas'uda, tovariša preroka Mohameda. Al-Masudiju pripisujejo avtorstvo več kot 20 knjig. 
Potoval je po Španiji, Rusiji, Indiji, Šrilanki in Kitajski. Zadnja leta življenja je preživel v Siriji in Egiptu.
Njegovo najpomembnejše delo, ki je sedaj izgubljeno, je bilo Zgodovina časa v 30. knjigah. V njem je poizkušal združiti enciklopedično zgodovino sveta z obsežnim pregledom znanstvene geografije. Kasneje je to gradivo uporabil v svoji najslavnejši knjigi Travniki zlata in rudniki draguljev (Murudž al-Dhahab va-Ma'adin al-Džavahir (مروج الذهب ومعادن الجواهر)), napisani leta 943, katere polovica je namenjena življenju preroka Mohameda, druga polovica pa socialnemu, geografskemu, ekonomskemu, verskemu, kulturnemu in političnemu pregledu islamskega in neislamskega sveta njegovega časa.
Napisal je tudi delo Al-Tanbih va-l-Ashraf (التنبیه والاشراف).